# 蒋友仁
米歇爾·伯努瓦（法語：Michel Benoist，1715年10月8日—1774年10月23日），漢名蒋友仁，字德翊，法国第戎人，天主教耶稣会传教士。原為天文學家，精通數學、曆法，後被任命為圓明園的建築與園景設計者，59歲殁於北京。

## 生平
蒋友仁早年于第戎学习，由其父亲自辅导学业。1737年，蒋友仁从巴黎的圣叙尔皮斯神学院毕业，获得副祭职，随即赴南锡初修院，主修数学、天文学及物理学。几年后，蒋友仁提前毕业，被授予司铎职。其后积极申请赴中国传教，终获批准。1744年（乾隆九年），蒋友仁乘船抵达澳门。明年奉乾隆皇帝之召，以数学家身份至北京。1747年（乾隆十二年），在郎世宁推荐下乾隆帝任命他为圆明园“大水法”（喷水池）设计者。喷泉建成后乾隆帝对他十分欣赏，还曾与他作过数次长谈，同时向他询问天文地理方面的问题。
乾隆帝平定准噶尔与回部后，又派蒋友仁主持《皇舆全图》的绘制。他在国子监算学总教习何国宗等人的帮助下，对康熙《皇舆全览图》进行补充后，于1760年（乾隆二十五年）完成《皇舆全图》。此后又将此图用铜版印出104片。
1772年（乾隆三十七年）蒋友仁向乾隆帝引见刚来华的传教士潘廷章与李俊贤，他为乾隆帝演示了他们进贡的望远镜、抽气机等的使用方法，并为其讲解仪器的工作原理。
1774年10月23日（乾隆三十九年九月十八日），蒋友仁因中风逝世。乾隆帝下令“赐帑银百两助葬”。